# Loisy (Meurthe-et-Moselle)
Loisy é uma comuna francesa na região administrativa de Grande Leste, no departamento de Meurthe-et-Moselle. Estende-se por uma área de 5,58 km². Em 2010 a comuna tinha 329 habitantes (densidade: 59 hab./km²).